# Abadía de Pécsvárad
La abadía de Pécsvárad fue un monasterio benedictino fundado en Pécsvárad en el Reino de Hungría en las primeras décadas del siglo XI. Sus patronos son la Virgen María y san Benito de Nursia.
La Diócesis de Pécs fue establecida en el 1009 con jurisdicción en el sur de Transdanubia dentro del Reino de Hungría. Los historiadores Gergely Kiss y Gábor Sarbak escribieron que los primeros monjes benedictinos que se establecieron en la diócesis "pueden haber vivido" en común con los sacerdotes seculares de la catedral de Pécs.